# Каменский, Михаил Фёдорович
Михаил Фёдорович Каменский (28 [16] марта 1850, Санкт-Петербург — 20 ноября 1922, Москва) — русский живописец и педагог. Директор Екатеринбургской художественно-промышленной школы в 1902—1906 годах.

## Биография
Родился 28 [16] марта 1850 в Санкт-Петербурге.
Регулярно участие в различных художественных выставках начиная с 1872 года, в том числе в выставках Императорской академии искусств. В 1879 году окончил Императорскую Академию художеств. В 1880—1902 годах — преподаватель Санкт-Петербургского центрального училища технического рисования барона А. Л. Штиглица. В 1902—1906 годах — преподаватель новообразованной Екатеринбургской художественно-промышленной школы (старейшее художественное училище в Урало-Сибирском регионе и одно из старейших в России), одновременно занимал пост её директора. В 1906 году вернулся в Санкт-Петербург.
Был членом Екатеринбургского общества изящных искусств и Общества учителей рисования. Писал акварелью.
Умер в 20 ноября 1922 года в Москве.

### Семья
Сын директора Лесного и межевого института Фёдора Александровича Каменского. Мать — Аделаида Эристовна (урождённая Вольф). Брат скульптора и живописца Фёдора Фёдоровича Каменского. В 1885 году женился на Алевтине Яковлевне (урождённая Шелудякова), у которой на тот момент уже был один ребёнок от первого брака с известным врачом М. П. Ограновичем — Михаил Михайлович Огранович, также живописец.